# Souhir Ben Amara
Souhir Ben Amara (arabe : سهير بن عمارة), aussi connue sous le nom de Souhir Amara, née le 27 novembre 1985 à Tunis, est une actrice tunisienne de cinéma et de télévision.
Elle est notamment connue pour son rôle d'Aïcha dans le film Millefeuille de Nouri Bouzid, ainsi que pour celui de Donia dans la série télévisée Yawmiyat Imraa.

## Biographie

### Famille et études
Fille d'un diplomate, elle vit à Paris jusqu'à l'âge de six ans avant de venir s'installer en Tunisie. Passionnée d'art dès sa jeunesse, c'est à seize ans qu'elle décide d'en faire réellement son métier. Après avoir obtenu son baccalauréat, elle s'accorde une année blanche, puis étudie à l'Institut supérieur des arts multimédia de La Manouba, où elle obtient un diplôme d'audiovisuel.

### Carrière
Sa carrière débute à la télévision avec les séries Maktoub et Choufli Hal. Au cinéma, elle fait ses débuts dans deux longs métrages, Always Brando de Ridha Béhi puis Millefeuille de Nouri Bouzid.
En avril 2012, Souhir Ben Amara est en couverture du magazine people Tunivisions. Elle fait la couverture du magazine tunisien E-jeune en octobre 2013.
En 2013, elle joue le rôle de Donia dans la série Yawmiyat Imraa. Jeune trentenaire active, issue d'un milieu privilégié, elle y fait la connaissance de Fehmi (Ahmed Landolsi), un simple réparateur ambulant de portables, dont elle tombe amoureuse. Cependant, leur amour n'est pas accepté par sa tante Daliya (Wajiha Jendoubi).
En 2015, elle incarne le rôle du docteur Linda dans la série Lilet Chak du réalisateur Majdi Smiri et de la scénariste Dorra Fazaa, diffusée sur la chaîne Attessia TV. Elle y joue aux côtés de Dorra Zarrouk et Nejib Belkadhi. La même année, elle joue dans la série Histoires tunisiennes de Nada Mezni Hafaiedh, diffusée sur la chaîne El Hiwar El Tounsi.

## Filmographie

### Cinéma
- 2011 : Always Brando de Ridha Béhi : Zena
- 2012 : Millefeuille de Nouri Bouzid : Aïcha
- 2014 : Tafkik de Ridha Tlili
- 2017 : El Jaida de Salma Baccar
- 2019 : Sortilège d'Ala Eddine Slim

### Télévision

#### Séries tunisiennes
- 2007 : Choufli Hal (invitée de l'épisode 24 de la saison 4) de Slaheddine Essid
- 2008 : Maktoub (saison 1) de Sami Fehri : Lili
- 2009 : Achek Assarab de Habib Mselmani : Fatma
- 2010 : Min Ayam Mliha d'Abdelkader Jerbi : Maliha
- 2012 : Dipanini de Hatem Bel Hadj
- 2013 : Yawmiyat Imraa de Khalida Chibeni : Donia Ben Amor
- 2015 :
  - Lilet Chak de Majdi Smiri : Linda
  - Histoires tunisiennes de Nada Mezni Hafaiedh : Sandra
- 2016 :
  - Le Président de Jamil Najjar
  - Bolice 2.0 de Majdi Smiri
- 2016-2017 : Flashback de Mourad Ben Cheikh
- 2017 : La Coiffeuse (ar) de Zied Litayem
- 2021 : El Foundou de Saoussen Jemni : Rym

#### Séries étrangères
- 2014 : Dragunov d'Osama Rezg
- 2015 : Anna e Yusuf de Cinzia TH Torrini

#### Émissions
- 2013 : Taxi (épisode 8) sur Ettounsiya TV

### Vidéos
- 2013 : apparition dans le clip de Ghneya Lik (Une Chanson pour toi), une chanson collective écrite, composée et produite par Bayrem Kilani et dirigée par Sami Maatougui ; le clip est réalisé par Zied Litayem

## Théâtre
- 2015 : Tounes, mise en scène d'Ahmed Amine Ben Saad[3]